# Tony Dorigo
Pour les articles homonymes, voir Dorigo.
Tony Dorigo, né le 31 décembre 1965 à Melbourne (Australie), est un footballeur anglais, qui évoluait au poste d'arrière gauche à Leeds United et en équipe d'Angleterre.
Dorigo n'a marqué aucun but lors de ses quinze sélections avec l'équipe d'Angleterre entre 1989 et 1993. Il participe à l'Euro 1988, à la Coupe du monde 1990 puis à l'Euro 1992.

## Carrière
- 1983-1987 : Aston Villa  Angleterre
- 1987-1991 : Chelsea  Angleterre
- 1991-1997 : Leeds United  Angleterre
- 1997-1998 : Torino FC  Italie
- 1998-2000 : Derby County  Angleterre
- 2000-2001 : Stoke City  Angleterre[1]

## Palmarès

### En Club
- Champion d'Angleterre en 1992 avec Leeds United
- Vainqueur du Charity Shield en 1992 avec Leeds United
- Vainqueur de la Full Members Cup en 1990 avec Chelsea

### EnÉquipe d'Angleterre
- 15 sélections et 0 but entre 1989 et 1993
- Participation au Championnat d'Europe des Nations en 1988 (Premier Tour) et en 1992 (Premier Tour)
- Participation à la Coupe du Monde en 1990 (4e)